# Чарли Пэйс
Чарли Пэйс (англ. Charlie Pace) — один из главных героев американского телесериала «Остаться в живых». Друг Клэр.

## Биография

### До авиакатастрофы
Чарли — младший сын в семье, у него есть старший брат - Лиам. В детстве на Рождество мать подарила Чарли пианино. Он рано научился плавать. Поначалу он боялся войти в бассейн, но отец смог его убедить в том, что в нем нет ничего страшного. В молодости Чарли пел на улице и однажды встретился там с Десмондом. («Вспышки перед глазами», 8-я серия 3-го сезона) Однажды, возвращаясь домой, он спас женщину (Надью) от грабителя. За это она назвала его героем. («Избранное», 21-я серия 3-го сезона). Позднее, Чарли с братом организовал музыкальную группу DriveShaft, где первый был басистом. Поначалу у братьев ничего не получалось, но однажды группа заключила контракт на запись песни, ставшей хитом «You All Everybody». Чарли — единственный член группы, который не принимал наркотики. Во время тура в Финляндии Лиам дарит Чарли кольцо — фамильную реликвию, которое передаётся старшему ребёнку. Во время тура Чарли обвиняет Лиама в том, что он себя разрушает героином и требует прекратить тур. Лиам, говоривший до этого, что Чарли — самый важный человек в группе, в ярости говорит, что «он» (Лиам) это группа, а имени басиста никто не знает. Находясь в депрессии, Чарли начинает принимать наркотики. После рождения племянницы Чарли навещает новорожденную, в то время как Лиам не приезжает посмотреть на дочь. Слава группы начинает забываться. Лиаму удаётся подбодрить Чарли, и тот начинает работу над новой песней. Чарли возвращается в прежний дом и обнаруживает, что Лиам продал его пианино, чтобы оплатить лечение в клинике для наркозависимых в Сиднее. Чарли решается на кражу, чтобы добыть денег на героин. Он очаровывает состоятельную девушку Люси, чтобы обворовать её, но влюбляется и решает работать на её отца. Всё рушится, когда Люси узнает о его изначальных намерениях. Позднее, Чарли узнаёт о возможности для DriveShaft провести восьминедельный совместный тур и летит в Сидней, чтобы встретиться с братом. Он пытается убедить Лиама воссоздать группу, но тот отказывается. В утро отлёта Чарли просыпается на кровати в своём номере с женщиной и ищет дозу героина. («Исход. Часть 2», 24-я серия 1-го сезона)

### На острове

#### Сезон 1
Чарли оказывается среди пассажиров, упавших вместе с фюзеляжем. В первый вечер после катастрофы Чарли бродил среди обломков самолета. Он увидел Клэр Литтлтон и подошёл к ней. Он предложил ей свой плед, хотя у неё уже был один, объяснив это тем, что она (все ещё беременная Аароном) должна согревать двоих. Она взяла плед, и они разговорились. Чарли в шутку спросил, первая ли это авиакатастрофа в жизни Клэр, а затем подбодрил девушку, уверив в том, что их обязательно спасут. Так начались их романтические отношения. («Избранное», 21-я серия 3-го сезона)
Вскоре после крушения Чарли осознал, что сильно нуждается в дозе. Он навязался Джеку и Кейт и отправился с ними на поиски передатчика из переднего отсека самолета. Пока Джек и Кейт осматривали разрушенную кабину пилота, Чарли искал в туалете свою героиновую заначку. («Пилот. Часть 1», 1-я серия 1-го сезона)
После того, как передатчик починили, Кейт собрала группу выживших, в том числе Чарли. Они вскарабкались на отвесную скалу, где услышали позывные Руссо с просьбой о спасении. Во время похода на группу напал полярный медведь, которого убил Сойер. («Пилот. Часть 2», 2-я серия 1-го сезона)
На четвёртый день Чарли увидел тонущую в море женщину. Он со всех ног побежал к Джеку за помощью, так как, по собственному признанию, не умел плавать. («Белый кролик», 5-я серия 1-го сезона) Однако в конце третьего сезона выясняется, что Чарли прекрасно плавает и научился этому ещё в детстве. («Через зеркало», 22-я серия 3-го сезона)
После того, как первый шок после крушения отступил, Чарли стал очень дружелюбным и подружился со многими выжившими, в том числе с Саидом, Джеком и Хёрли. Джон Локк помог Чарли завязать с наркотиками, предлагая отдать дозу в обмен на его любимую гитару. («Дом восходящего солнца», 6-я серия 1-го сезона)
Сначала Чарли был благодарен, но вскоре начал страдать из-за ломки и начал упрашивать Локка отдать ему наркотик. Локк ответил Чарли, что он может попросить героин трижды. И на третий раз он его отдаст. Джон сдержал своё обещание. Но когда Чарли получил назад наркотики, то бросил их в огонь. Так начался долгий и болезненный путь борьбы с ломкой.
В тот же день Чарли поссорился с Джеком в пещерах, спровоцировал обрушение одной из них, в результате чего Джек оказался под грудой камней. Чарли вызвался пролезть через неё и спасти Джека, что ему удалось («Мотылёк», 7-я серия 1-го сезона).
Чарли быстро подружился с Клэр Литтлтон, беременной девушкой, с которой он познакомился в первый же вечер. Он решил оберегать её и помогать ей. Затем Чарли переселился в пещеры вместе с группой других выживших. А когда Клэр не захотела уходить и изъявила желание остаться на пляже, он убедил её. В качестве убедительного «аргумента» он использовал воображаемое ореховое масло (он знал, как Клэр его любит). Ему удалось раздобыть пустую баночку.
Чарли начал испытывать к Клэр привязанность, которая переросла в настоящую любовь.
Вместе с Джеком и Хёрли Чарли нашёл способ доставки в лагерь пресной воды.
Когда Клэр начали постоянно сниться кошмары, в частности, о том, что на неё нападают среди ночи, Чарли всерьез забеспокоился. Девушка уверяла, что это не сны, и что нападения происходили на самом деле. Чарли ей верил и не соглашался с теми, кто говорил, что это только последствия стресса и никакой опасности на самом деле нет.
Он оказался прав в том, что верил Клэр: Итан Ром, Другой, притворявшийся одним из выживших в катастрофе, подстерегал Клэр и Чарли в джунглях. Он напал на них и похитил Клэр. («Взращённый другим», 10-я серия 1-го сезона)
А Чарли повесил за шею на ветке и оставил умирать. Кейт и Джек нашли его, и Джек сумел вернуть Чарли к жизни. Чарли отказался рассказывать, что именно произошло («У всех лучших ковбоев были проблемы с родителями», 11-я серия 1-го сезона).
После похищения Чарли отстранился от остальных выживших, отказываясь говорить что-либо о происшествии в джунглях. Роуз помогла Чарли примириться с мыслью о похищении Клэр. Она рассказала ему, как сама верит в то, что её муж все ещё жив, хотя никаких подтверждений тому нет: в тот момент, когда самолет развалился в воздухе на части, находился в хвостовом отсеке («Что бы в этом кейсе ни было», 12-я серия 1-го сезона).
Когда Локк и Бун пришли в лагерь после того, как в обстановке строгой секретности целый день копали в джунглях, Клэр неожиданно вернулась. Она вышла из джунглей, не помня ничего о том, что было после крушения. Она забыла и о своей дружбе с Чарли. А он не сказал ей, что случилось, и не объяснил, почему все на неё так странно смотрят. Но Клэр удается все выяснить с помощью Шеннон. Клэр соглашается стать «наживкой»: с её помощью выжившие надеялись поймать и допросить Итана. План провалился: Чарли убил его шестью выстрелами в грудь (Возвращение домой», 15-я серия 1-го сезона).
Саид поговорил с Чарли и сказал ему, что «то, что случилось с Итаном, будет с тобой до конца твоих дней». Саид говорит, что Чарли не одинок, и что об этом ему не следует забывать. Вскоре после этого Клэр родила здорового мальчика, которого назвала Аарон («Не навреди», 20-я серия 1-го сезона).
Через пару дней после этого в лагерь выживших пришла Даниэль Руссо. Она рассказала о том, что её дочь Алекс много лет назад забрали Другие. И теперь она пришла предупредить, что Другие придут за Аароном. («Исход. Часть 1», 23-я серия 1-го сезона)
Однако затем Руссо резко поменяла свою позицию, напала на Клэр и украла её ребёнка, надеясь обменять Аарона у Других на свою пропавшую дочь. Чарли и Саид бросились догонять её – Чарли пообещал Клэр, что вернет ребёнка. Во время преследования Чарли угодил в ловушку Руссо и был ранен. Они остановились у старого самолета, потерпевшего крушение на Острове. Саид рассказал Чарли, что внутри найдены статуэтки Девы Марии с героином. В ту же ночь им удалось поймать Руссо и спасти Аарона. Озлобленный Чарли назвал Руссо жалкой – точно таким же эпитетом его окрестила Лили в ночь перед вылетом. Они с Саидом вернулись в пещеры, и Чарли вернул Аарона счастливой матери. Но идиллическую картину воссоединения омрачил один факт: статуэтка Девы Марии в рюкзаке Чарли («Исход. Часть 2», 24-я серия 1-го сезона).

#### Сезон 2
Чарли не сразу узнаёт о люке и злится на Хёрли, когда тот не даёт ему арахисового масла для Клэр. Позднее Мистер Эко ссорится с Чарли из-за статуэток. Чарли отводит Эко к самолёту, где он их нашёл, и вместе с ним сжигает их. Тем не менее, он оставляет себе дозу и прячет её в джунглях. Вскоре Чарли начинают сниться сны, в которых Аарон тонет. Он ищет поддержки у Эко и Локка. Лок подозревает его в употреблении наркотиков. После этого, Чарли похищает ребёнка и пытается крестить его. Его ловят, Локк его избивает. После такого унижения Чарли помогает Сойеру стащить медикаменты и оружие; он инсценирует попытку похищения Сун Другими. Сойер предлагает ему героин в качестве вознаграждения, но Чарли отказывается, удовлетворённый унижением Локка.
Саид рассказывает Чарли о заложнике в люке, Генри Гейле. Они вместе с Аной-Люсией отправляются в джунгли на поиски воздушного шара Генри. На следующий день они находят шар и могилу, которую он им описал. Однако Саид решает раскопать могилу и обнаруживает, что похороненный там человек и есть Генри Гейл. Чарли помогает Эко строить церковь. Когда Эко отказывается от дальнейшего строительства, Чарли продолжает без него. Найдя коробку с вакциной, он решает отдать её Клэр и Аарону. Вскоре после этого Чарли находит спрятанные статуэтки с героином и выкидывает их в море, освобождаясь от зависимости. Позже Мистер Эко просит помочь Чарли подорвать дверь в люке. Чарли показывает Эко, где находится динамит. Он спускается с ним в люк и через дверь говорит Локку о намерениях Эко. Ему удаётся спастись от взрыва. Он выбирается из люка за секунду до того как Десмонд поворачивает ключ. В эту же ночь он восстанавливает свои отношения с Клэр, они целуются.

#### Сезон 3
На следующий день после того, как люк схлопнулся, Чарли сторожит палатку, в которой Локк видит галлюцинации. Вдвоём они отправляются на поиски Эко, которого находят в пещере белого медведя. Они относят его в лагерь. Во время грозы прямо перед палаткой Чарли и Клэр Десмонд ставит громоотвод, в который ударяет молния. Позднее, он бежит на берег и спасает Клэр из воды. Чарли и Хёрли напаивают его, чтобы выяснить, как он догадался о молнии и о Клэр. Поначалу Десмонд увиливает от ответа, но потом говорит Чарли, что на самом деле спасает его и что Чарли должен умереть. После этого Чарли находится в депрессии, но Хёрли поднимает ему настроение поездкой на автомобиле, найденном в джунглях.
Когда Сун говорит о том, что Никки и Пауло могли быть убиты Другими, Чарли сознаётся ей, что это он утащил её в джунгли. Чарли заботится об Аароне, когда Клэр заболевает. Поначалу он не хочет принимать помощи от Джульет. Впоследствии, Чарли вместе с Десмондом, Хёрли и Джином отправляется в поход, где они находят упавшую парашютистку Наоми. По возвращении в лагерь, они ничего не говорят Джеку, но Чарли говорит о Наоми Саиду. Когда Джек сообщает о своём плане спасения, Чарли добровольно соглашается поплыть с Десмондом на станцию «Зеркало», хотя знает, что должен погибнуть там. Ему удаётся отключить оборудование, блокирующее сигналы, и связаться с Пенелопой Уидмор. Он узнаёт, что Пенни не знает ни о какой лодке со спасателями, и в этот момент Михаил при помощи гранаты взрывает иллюминатор в комнате связи. Она начинает заполняться водой и Чарли закрывается изнутри, чтобы спасти Десмонда. Через стекло в двери он показывает Десмонду надпись на ладони, сделанную фломастером,— «Not Penny's Boat» (русск. «Эта лодка не Пенни»).

#### После спасения Шестёрки Oceanic
Спустя некоторое время после спасения шестерки Ошеаник, Чарли начал видеться Хёрли. Впервые Хёрли увидел его в магазине и бросился бежать. Он вскочил в машину и погнал с бешеной скоростью, круша все на своём пути. В итоге его забрала полиция. Затем он был отправлен в психушку - Психиатрический Институт Святой Розы, где уже лечился до своего попадания на остров. Там Чарли снова наведался к Хёрли. Другой пациент указал в ту сторону, где появился Чарли, и сказал: "К тебе пришли". Возможно, он тоже его видел, но с определенностью это не было показано. Чарли сказал Хёрли, что "они ждут" его. Хёрли зажмурился и начал, перебивая Чарли, повторять: "Тебя здесь нет!", а затем сосчитал до пяти. Когда он открыл глаза, Чарли и правда не было. Он исчез («Начало конца», 1-я серия 4-го сезона).